# ویلهلم تیله
ویلهلم تیله (آلمانی: Wilhelm Thiele؛ ‏ ۱۰ مهٔ ۱۸۹۰ – ۷ سپتامبر ۱۹۷۵) کارگردان فیلم و فیلم‌نامه‌نویس اهل اتریش بود.
از فیلم‌ها یا مجموعه‌های تلویزیونی که وی در آن‌ها نقش داشته‌است، می‌توان به اورینت اکسپرس اشاره نمود.
وی همچنین برندهٔ جوایزی همچون جایزه فیلم آلمان شده‌است.